# できたてハイスクール
『できたてハイスクール』は、1995年7月7日にBPSより発売されたスーパーファミコン用ゲームソフト。ゲーム内容は「卒業＋シムシティ」と言うべき内容。パッケージには「スーパーファミコン初の女子高を運営する学園シミュレーションゲーム初登場」とあるが、イマジニアの「放課後in Beppin女学院」（1995年2月3日発売）の方が先に発売されている。
なお、パッケージイラストは『TECH GIAN』の表紙で知られるイラストレーター・にしき義統が描いているが、ゲーム中のキャラクターデザインは別人。

## ゲームの概要

### ストーリー
主人公はとある資産家の御曹司。新設される学園の理事長に就任することが決まったまでは良いが、父親から理事長を務めると同時に教鞭を執るよう命じられてしまう。プレイヤーは学園のオーナーとなって経営を行いながら、もう一方では教師となって女子生徒たちと接していかなければならない。女子生徒のうち1人を選んで共に3年間を過ごすことになる。
また、投資や設備の増改築も可能で自分好みの学園を作れる。彼女たちの態度やおしゃべりは重要な経営指針にもなる。3年間の間には様々なイベントが起こり、ゲームを盛り上げたり学園に危機をもたらしたりと、学園シミュレーションがプレイヤーの指揮下で開校する。

### ゲームシステム
- ゲーム開始時に5名（ある条件を満たすとさらに1名追加）の女生徒から1名を選び、入学から卒業までの3年間を指導する。
- パラメータの上昇は授業の成否によって変化し、授業を成功させる為には学校を増改築して設備を充実させなければならない。
- 途中、林間学校・体育祭のミニゲームが入る。いずれもボタンを連打してゴールを目指し、規定時間内にゴールすればパラメータが上昇する。
- 地震・火事・台風などの災害で半壊した校舎を放置すると授業の成功率が著しく低下するので注意が必要。

## 登場人物

### 生徒
- 綾織 めぐみ（あやおり - ）

7月15日生まれのO型。身長155cm B 80 / W 57 / H 86
美術部に所属。資産家のひとり娘という典型的なお嬢様。気位が高くわがままだが、環境の変化に順応する能力は高い。宝石のデザインをする趣味を持っている。
- 花京院 静香[1]（かきょういん しずか ）

5月22日生まれのAB型。身長162cm B 81 / W 58 / H 82
ソフトボール部に所属。良家のひとり娘で優しく寂しがり屋。はやくに母を亡くしている。行動力は旺盛だが、反抗的な態度を取ることも多い。
- 椎名 せりあ（しいな - ）

2月10日生まれのB型。身長164cm B 79 / W 63 / H 84
陸上部に所属。成績も生活態度も問題のない生徒。面倒見がよく気の利く性格のためクラスでは人気者。素直だが、判断力に乏しく周囲に引きずられやすい。
- 星野 えみり（ほしの - ）

12月5日生まれのB型。身長158cm B 78 / W 56 / H 83
体操部に所属。成績は今ひとつだが、物事を深く考えず、笑顔を絶やさない明るい性格。好奇心旺盛で伸びる素質は有る。ボクっ娘。
- 泉 きらら（いずみ - ）

9月4日生まれのA型。身長159cm B 82 / W 61 / H 82
科学部に所属。学業は申し分無いが、体力が無く欠席が多い。内向的な性格でもある。
- 神童 まりあ（しんどう - ）

11月7日生まれのA型。身長167cm B 88 / W 62 / H 90
ある条件を満たすと出現。弓道部に所属。とにかくマイペースで、周囲の状況に左右されない。

### アシスタント
- 御剣 麗華

若い女性校長先生。偶に主人公と話す事になる。会話の内容や表情から、学校内の状況を推理すべき相手となる。
- アルバート

主人公の学校運営を助けてくれるじいや。学校や生徒の状態を詳しく教えてくれる人となる。表向きは教頭先生。

## 関連書籍
- スーパーファミコン必勝法スペシャル できたてハイスクール（ケイブンシャ）

1995年7月25日初版発行 ISBN 4766923162